# Нахичевань (станция)
Нахичева́нь (азерб. Naxçıvan) — станция Нахичеванской железной дороги в административном центре Нахичеванской Автономной Республики в составе Азербайджана городе Нахичевани.

## Краткая характеристика
Входит в состав Нахичеванской дирекции (азерб. Naxçıvan Dəmir Yolları) Азербайджанских железных дорог.
Тяговые плечи обслуживаются локомотивами ТЧ-6 (Джульфа): ВЛ8, 2ТЭ10М, 3ТЭ10М, ЧМЭ3. Станция была электрифицирована в 1988 году постоянным током  напряжением 3 кВ. Работы были завершены параллельно с запуском электротяги на линии Ильичёвск — Джульфа.
По состоянию на апрель 2018 года, прямое железнодорожное сообщение с континентальным Азербайджаном отсутствует, участок линии до Баку между Ордубадом и Горадизом был разрушен во время Первой карабахской войны в 1991—1994 годах.

## Пассажирское движение
Через станцию следует небольшое количество пассажирских поездов. Несколько раз в неделю ходит скорый поезд № 15/16 международного сообщения Нахичевань — Тебриз —Тегеран — Мешхед азербайджанского формирования.
После завершения строительства нового пассажирского вокзала и реконструкции путевого хозяйства станции Ордубад в апреле 2018 года, на местном маршруте Шарур — Нахичевань — Ордубад запущены поезда с новыми комфортабельными вагонами. До недавнего времени маршрут обслуживался поездом, состоящим из локомотива и нескольких пассажирских вагонов советского производства. .

### Направления и расписания
| Перевозчик                      | Дистанция               | Направления и расписание |
| ------------------------------- | ----------------------- | ------------------------ |
| Азербайджанские железные дороги | Международное сообщение | ADY                      |

## История
Станция открыта 20 января (2 февраля) 1908 на линии Закавказских железных дорог Улуханлу — Джульфа. Это был последний участок, введённый в эксплуатацию на железной дороге Тифлис — граница с Персией, Джульфа, общая протяжённость которой, с ответвлениями до Карса и Эривани составила 601 версту. Постройка дороги проводилась под руководством начальника работ инженера Е. Д. Вурцеля.

## Коммерческие операции, выполняемые на станции
- Продажа пассажирских билетов. Прием и выдача багажа.
- Приём и выдача повагонных отправок грузов на открытых площадках.
- Приём, хранение, отправка и выдача повагонных отправок грузов (крытые склады)[8].

### Комментарии
1. ↑  С 1942 по 1989 годы — на линии Баку-Ереван [3]

## Внешние медиафайлы
- Отправление поезда Нахичевань-Мешхед на YouTube, 2017
- Ordubad dəmir yolu stansiyası istifadəyə verildi на YouTube с азерб. — «Ввод в эксплуатацию ст. Ордубад», Naxcivantv 2018